# Tongatapu
Tongatapu – największa wyspa w archipelagu wysp Tonga, o powierzchni 259 km², zamieszkana przez ok. 71 tys. osób (2006), co stanowi 68% mieszkańców Królestwa Tonga. Najważniejszym miastem Tongatapu, a jednocześnie stolicą Tonga jest Nukuʻalofa. Z Tongatapu wywodzi się królewska dynastia Tupou, sprawująca władzę w Tonga, której przedstawiciele od XVI wieku władali wyspą jako Tuʻi Kanokupolu (suwereni). Tongatapu stanowi centrum gospodarcze i handlowe państwa, przyciągając przybyszów z innych wysp. Umiejscowione jest tu stołeczne lotnisko. Znajdują się tu ważne, związane z historią i tradycją Tonga miejsca. Tongatapu została odkryta przez Abela Tasmana 21 stycznia 1643, nadano wówczas wyspie nazwę Amsterdam.

## Ważne miejsca i budowle

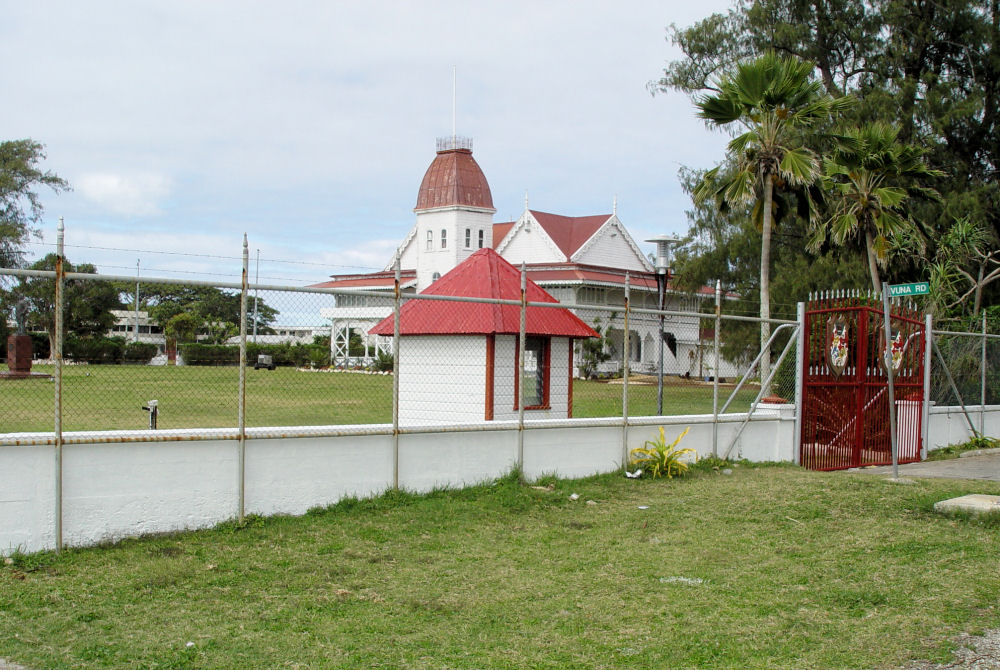
Nukuʻalofa, Pałac Królewski

- Nukuʻalofa – stolica Tonga, znajduje się tu pałac królewski, siedziba władców Tonga.
- Muʻa – drugie pod względem wielkości miasto Tongatapu.
- Langi – nekropolia królewska.
- Haveluloto – miasto.
- ʻUtulau – wieś.